# Harborlight
Harborlight is een lied geschreven door Peter van Asten en Richard de Bois voor hun muziekgroep Windjammer.
Muziekproducenten Van Asten, de Bois en ook Rick Beekman verzameld onder de naam Ladybird waren in de jaren zeventig bezig met werk voor onder meer uiteenlopende artiesten als Jan Akkerman en Corrie van Gorp. In hun hoofd kwam een melodie naar voren die ze bij beide artiesten niet kwijt konden. Ze besloten daarom zelf een plaatje uit te brengen onder de titel Harborlight. Geluidstechnicus was Jan Schuurman van de Soundpush Studio in Blaricum. Het nummer was voor een single vrij lang: 5:15. Op de B-kant werd Goodbye Joanne (3:40) geperst. Harborlight heeft passages die in de samenzang doen denken aan The Beach Boys (surfsound), tot een a capellafragment aan toe.
Op de hoes staan de mannen als zeelui aan het roer op een zeilschip.
Harborlight stond vijf weken in de Nationale Hitparade (top 30), waarbij nummer 17 de hoogste positie was. in de Nederlandse Top 40 stond het zeven weken met hoogste notering op 15. In Vlaanderen stond het één week in de voorloper van de Ultratop 50, plaats 25. 
Na Harborlight bracht Windjammer nog drie singles uit, waarvan geen de hitparade wist te bereiken. Een elpee heeft Windjammer nooit gemaakt. 
In 1977 kwam er ook een parodie uit Havenlicht (3:24) van Wat-Jammer met B-kant Kant B (3:02) onder muziekproducent Frank Riesenbeck en tekstschrijver Alex Alberts (W.A.Alberts) met een hoes met drie man op een vlot ("we zijn weer afgedreven"). Overigens haalde een nummer van Corrie van Gorp uit die periode ook de hitparade: Jodelahiti geschreven door André van Duin.

## NPO Radio 2 Top 2000
| Nummer met noteringen in de NPO Radio 2 Top 2000 | '00  | '01  | '02  | '03  | '04  | '05  | '06  | '07  | '08  |
| ------------------------------------------------ | ---- | ---- | ---- | ---- | ---- | ---- | ---- | ---- | ---- |
| Harborlight                                      | 1262 | 1158 | 1341 | 1803 | 1669 | 1659 | 1975 | 1739 | 1701 |

1. ↑  Een vetgedrukt getal geeft de hoogste notering aan.
2. ↑  2000 was het eerste jaar met een notering voor dit nummer.
3. ↑  Deze tabel is bijgewerkt tot en met de laatste editie (2024).